# NGC 5304
NGC 5304 é uma galáxia elíptica (E-S0) localizada na direcção da constelação de Centaurus. Possui uma declinação de -30° 34' 43" e uma ascensão recta de 13 horas, 50 minutos e 01,4 segundos.
A galáxia NGC 5304 foi descoberta em 10 de Abril de 1885 por Lewis A. Swift.